# کیسی ماسگریوز
کِیسی لی ماسگرِیوز (انگلیسی: Kacey Lee Musgraves؛ زادهٔ ۲۱ اوت ۱۹۸۸) خوانندهٔ آمریکایی است. او کار موسیقی را در اوایل دههٔ ۲۰۰۰ آغاز کرد و سه آلبوم تکی به صورت مستقل پخش کرد. او در سال ۲۰۰۷ در فصل پنجم مسابقه خوانندگی یواس‌ای نتورک به‌نام نشویل استار حضور یافت و در پایان به جایگاه هفتم رسید. او در سال ۲۰۱۲ با ناشر مرکوری نشویل قرارداد بست و تک‌آهنگ پرطرفدار «چرخ و فلک» (Merry Go 'Round) را منتشر کرد. سیم تریلر دیفرنت پارک (۲۰۱۳) نخستین آلبوم استودیویی او با ناشری شاخص بود که در نهایت جایزهٔ گرمی در رشتهٔ بهترین آلبوم کانتری را دریافت کرد.
دومین آلبوم او، پجنت متریال (۲۰۱۵) در رتبهٔ سوم جدول بیلبورد ۲۰۰ آمریکا آغاز به کار کرد و تک‌آهنگ‌های موفق «بیسکویت‌ها» و «گاوچران فروشگاه خرده‌پا» را به همراه داشت. او در سال بعد آلبومی کریسمسی به‌نام ا وری کیسی کریسمس منتشر کرد. چهارمین آلبومش، ساعت طلایی (۲۰۱۸)، با تحسین گستردهٔ منتقدان روبه‌رو شد و همهٔ چهار جایزهٔ گرمی که نامزد شده بود (شامل آلبوم سال) را برنده شد.

## سبک هنری
ماسگریوز از الیسون کراوس به‌عنوان یکی از الگوهای خود در موسیقی نام برده‌است.
اشعار از لحاظ اجتماعی ترقی‌خواه ماسگریوز، توجه‌ها را در ژانر موسیقی کانتریِ عموماً محافظه‌کار به خود جلب کرده‌است. موسیقی او به موضوعاتی مانند پذیرش ال‌جی‌بی‌تی در جامعه، نزدیکی جنسی ایمن، استفاده تفریحی از ماری‌جوانا و زیر سؤال بردن دیدگاه‌های مذهبی پرداخته‌است.

## زندگی شخصی
ماسگریوز در سال ۲۰۱۴ اعلام کرد که چند سال با هم‌گروهی خود به نام میسا آریاگا رابطه داشت.
ماسگریوز راستن کلی را در کافه بلوبرد در نشویل ملاقات کرد. در مه ۲۰۱۶، آن‌ها ملاقاتی برای ترانه‌سرایی داشتند و مدت کوتاهی پس از آن وارد رابطه شدند. به گفتهٔ ماسگریوز، ترانهٔ «پروانه‌ها» از آلبوم ساعت طلایی دربارهٔ دوران نامزدی او با کلی است. در ۲۴ دسامبر ۲۰۱۶، ماسگریوز با کلی نامزد کرد. آنها در ۱۴ اکتبر ۲۰۱۷ در تنسی ازدواج کردند. این زوج در ژوئیه ۲۰۲۰ درخواست طلاق دادند، که در سپتامبر ۲۰۲۰ نهایی شد.

## آلبوم‌ها
- سیم تریلر دیفرنت پارک (۲۰۱۳)
- پجنت متریال (۲۰۱۵)
- ا وری کیسی کریسمس (۲۰۱۶)
- ساعت طلایی (۲۰۱۸)
- استار-کراست (۲۰۲۱)
- چاه عمیق‌تر (۲۰۲۴)